# Fort Saint-David

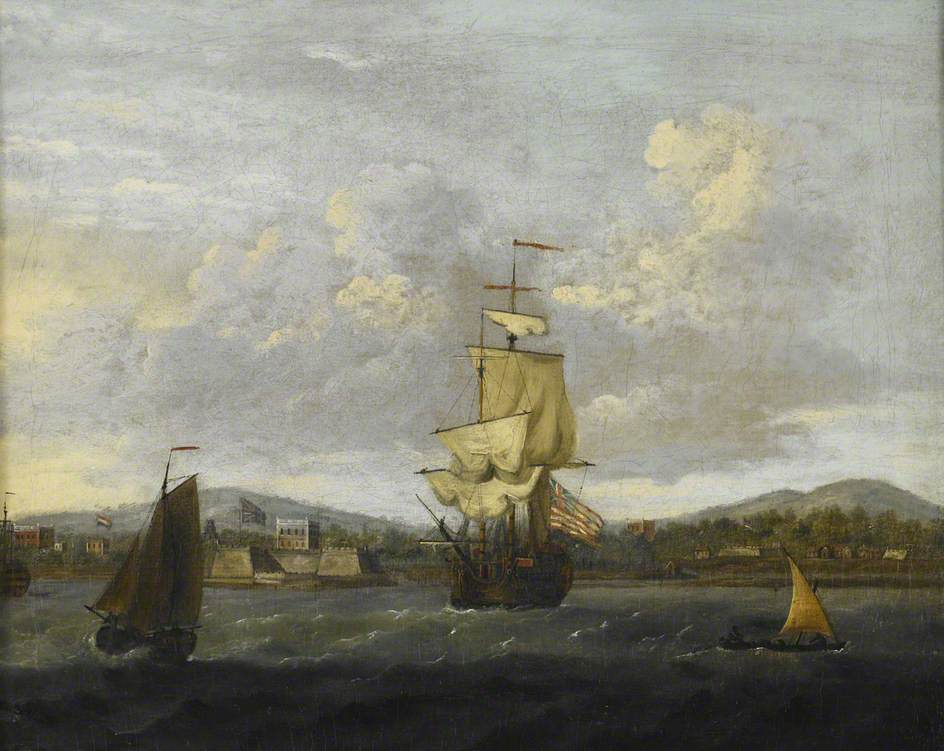
Fort Saint-David, vers 1763 par Francis Swaine

Le fort Saint-David, de nos jours en ruine, est un fort britannique situé près de Cuddalore à une centaine de kilomètres au sud de Chennai et à 22 km au sud de Pondichéry, sur la côte de Coromandel en Inde. 

## Histoire
Construit en 1606 par les Hollandais à l'embouchure de la rivière Gadilam, les britanniques l'acquièrent en 1686. Les Français l'assiège vainement en 1746, s'en emparent en 1758, l'abandonnent en 1760 le reprennent en 1782 et le perdent à nouveau en 1785 aux Anglais qui... l'abandonnent. 

## Gouverneurs célèbres
- James Macrae
- Robert Clive
- Eyre Coote